# ملادییوف نا موراوی
ملادییوف نا موراوی (به چکی: Mladějov na Moravě) یک منطقهٔ مسکونی در جمهوری چک است که در ناحیه سویتاوی واقع شده‌است. ملادییوف نا موراوی ۹٫۲۶ کیلومتر مربع مساحت و ۴۴۶ نفر جمعیت دارد و ۴۱۵ متر بالاتر از سطح دریا واقع شده‌است.